# Historia Brunei (okres przedkolonialny)
Sułtanat Brunei (Negara Brunei) – malajski sułtanat, którego ośrodek władzy znajdował się w Brunei na północnym wybrzeżu wyspy Borneo w Azji Południowo-Wschodniej. Królestwo zostało założone na początku VII wieku, początkowo było małym państwem zajmującym się żeglugą i handlem, znanym Chińczykom jako Poli lub Boni (渤泥). Rządził nim król wyznający rodzimą religię lub hinduizm. Królowie Brunei przyjęli Islam około XV wieku, kiedy państwo znacznie wzrosło w siłę po upadku Malakki, opanowanej przez Portugalczyków, objęło wszystkie wybrzeża Borneo i sięgnęło Filipin, zanim upadło w XVII wieku.

## Stan źródeł
Poznanie historii sułtanatu Brunei w czasach przedkolonialnych jest dość trudne, ponieważ praktycznie nie jest ono wspominane we współczesnych mu źródłach, brakuje także materiałów, które mogłyby świadczyć o jego charakterze. Nie istnieją żadne lokalne lub rodzime źródła. W rezultacie odtwarzając wczesną historię Brunei, posługiwano się tekstami chińskimi. Nazwa Boni w źródłach chińskich najprawdopodobniej odnosi się do Borneo jako całości, a brunejskie władze twierdzą, że nazwa Poli 婆利, prawdopodobnie odnosząca się do miejsca na Sumatrze, także odnosi się do Brunei.

## Wczesna historia
Najwcześniejsze informacje o stosunkach dyplomatycznych między Boni (渤泥) i Chinami są zapisane w traktacie geograficznym Taiping Huanyu Ji (太平環宇記) z 978 roku.
W 1225 roku chiński urzędnik Zhao Rugua zapisał, że Boni dysponowało setką okrętów wojennych do ochrony handlu, i że było bardzo bogatym królestwem.
W XIV wieku Brunei przypuszczalnie było podległe Jawie. Jawajski rękopis Nagarakretagama, napisany przez Mpu Prapanca w 1365 roku, opisywał Barune jako państwo wasalne wobec imperium Majapahitu, które rocznie płaciło daninę w wysokości 40 kati kamfory. W 1369 roku sułtanat Sulu napadł Boni, dokonując grabieży skarbów i złota. Flota Majapahitu przepędziła najeźdźców, ale Boni zostało znacznie osłabione. Chiński raport z 1371 roku opisuje Boni jako słabe i w pełni kontrolowane przez Majapahit.

## Ekspansja
Po śmierci cesarza Hayam Wuruk, Majapahit zaczął chylić się ku upadkowi i nie był w stanie kontrolować swoich zamorskich posiadłości. To dało szansę królom Brunei, aby rozszerzyć swoje wpływy. Cesarz Yongle z chińskiej dynastii Ming, po objęciu tronu w roku 1402, wysłał posłańców do różnych krajów, zapraszając ich do oddania hołdu i uznania chińskiej zwierzchności. Brunei natychmiast zaangażowało się w dochodowe kontakty z Chinami.
Do XV wieku władca Brunei przyjął islam i królestwo to stało się państwem muzułmańskim. Religia ta została sprowadzona przez hinduskich i arabskich kupców z innych części Azji Południowo-Wschodniej. Brunei kontrolowało wówczas większą część północnego Borneo i stało się ważnym ośrodkiem handlu między Wschodem a Zachodem.
Sułtanat Brunei, tak jak poprzednie regionalne potęgi – Śriwidźaja, Majapahit i Malakka, można traktować jako imperium talassokratyczne, którego wpływy ograniczały się do nadmorskich miast, portów i estuariów rzek, i rzadko przenikały w głąb wyspy. Królowie Brunei najwyraźniej pozostawali w sojuszu z ludźmi z grup etnicznych Orang laut i Bajau, którzy tworzyli ich flotę morską. Za to Dajakowie, plemiona zamieszkujące wnętrze Borneo, nie byli pod kontrolą Brunei.
Po upadku Malakki na Malajach aktywnie działali Portugalczycy, którzy od 1530 roku prowadzili regularny handel z Brunei i opisywali jego stolicę, jako otoczoną kamiennym murem. Najstarsze zachodnie informacje o Brunei pochodzą z zapisów Włocha, Ludovico de Varthema. Podczas rejsu na Moluki wylądował on na Borneo i spotkał się z mieszkańcami Brunei. Jego zapisy sięgają do 1550 roku.

Przybyliśmy na wyspę Bornei (Brunei lub Borneo), która jest oddalona od Maluch o około dwieście mil, i ujrzeliśmy, że jest nieco większa niż wyżej wymieniona i znacznie niższa. Ludzie są poganami i ludźmi dobrej woli. Ich kolor jest bielszy niż innych... na tej wyspie sprawiedliwość jest dobrze wymierzana...

W czasie gdy Brunei rządził piąty sułtan Bolkiah, państwo panowało nad nadmorskimi obszarami północno-zachodniego Borneo (obecnie Brunei, Sarawak i Sabah) i sięgało po Seludong (obecnie Manila), archipelag Sulu i części wyspy Mindanao. W XVI wieku wpływy sułtanatu Brunei rozciągały się po deltę rzeki Kapuas w zachodnim Borneo. Malajski sułtanat Sambas w zachodnim Borneo i sułtanat Sulu na południu Filipin weszły w związki dynastyczne z domem panującym Brunei. Inni malajscy sułtani, rządzący krajami Pontianak, Samarinda i Banjar, uznawali sułtana Brunei za pierwszego wśród nich. Prawdziwa natura relacji Brunei z innymi malajskimi państwami wybrzeży Borneo i archipelagu Sulu pozostaje przedmiotem badań – nie wiadomo, czy poszczególne państwa były jego wasalami, tworzyły sojusz, czy luźny związek. Inne państwa regionu również obejmowały wpływami te sułtanaty, przykładowo Banjar (obecnie Banjarmasin) był również pod wpływem sułtanatu Demak na Jawie.

## Schyłek

Straty terytorialne Brunei od 1400 do 1890 r.

W końcu XVII wieku Brunei weszło w okres schyłkowy, spowodowany wewnętrzną walką o sukcesję, ekspansją europejskich potęg kolonialnych i piractwem. Sułtanat stracił znaczną część swojego terytorium kosztem mocarstw zachodnich: Hiszpanie opanowali Filipiny, Holendrzy – południowe Borneo, a Brytyjczycy Labuan, Sarawak i Borneo Północne. Sułtan Hashim Jalilul Alam Aqamaddin w 1888 roku zwrócił się do Brytyjczyków, aby powstrzymali ekspansję na jego terytorium i w tym samym roku Brytyjczycy podpisali „traktat o protekcji”, czyniąc Brunei brytyjskim protektoratem. Pozostało nim do roku 1984, kiedy odzyskało niepodległość.